# 西田裕美
西田裕美（5月13日—），日本女性配音員。出身於滋賀縣。身高159cm。B型血。

## 人物簡介
青二Production所屬，青二塾大阪校13期生畢業。擅長方言為關西方言。興趣為裝飾藝術、競馬。特技有運動全般、作麵包。
2007年10月1日在廣播節目《垣花正 與您HAPPY！》首次開播的同時表示與日本放送的主播垣花正結婚。

## 主要演出作品

### 遊戲
- 勇者之光（莉莉）
- 勇者之光 純白的預言者（莉莉）
- 口袋情人（愛田由美）
- （漣紅子、神宮寺舞子）
- 全民高爾夫4（西露維雅）

### 廣播節目
- （旁白姊姊）
- （助理裕美）
- （中繼單元記者）

### CD
- 廣播劇CD 9S（橫田和惠）
- GLAY「GIANT STRONG FAUST SUPER STAR」（CAPSOLE　KEI）
- 街 第Q之男 ～Q是question的Q～（日语：街 〜運命の交差点〜#ラジオドラマ）（B子、花店）

### 外語配音

#### 動畫
- 湯瑪士小火車（Ben〈第2代〉、小孩、Steve〈第2代〉、Bridget〈第2代〉、〈第2代〉 等）※富士電視台版。

### 其它
- GLAY DOME TOUR pure soul 1999 LIVE IN BIG EGG（日语：DOME TOUR pure soul 1999 LIVE IN BIG EGG）

## 外部連結
- 青二Production公式官網的聲優簡介 （页面存档备份，存于） （日語）